# Parc Naturel Régional de Guyane
Parc Naturel Régional de Guyane är ett naturreservat i Franska Guyana (Frankrike). Det ligger i den nordöstra delen av landet, 60 km sydost om huvudstaden Cayenne.